# Philharmonie Luxembourg

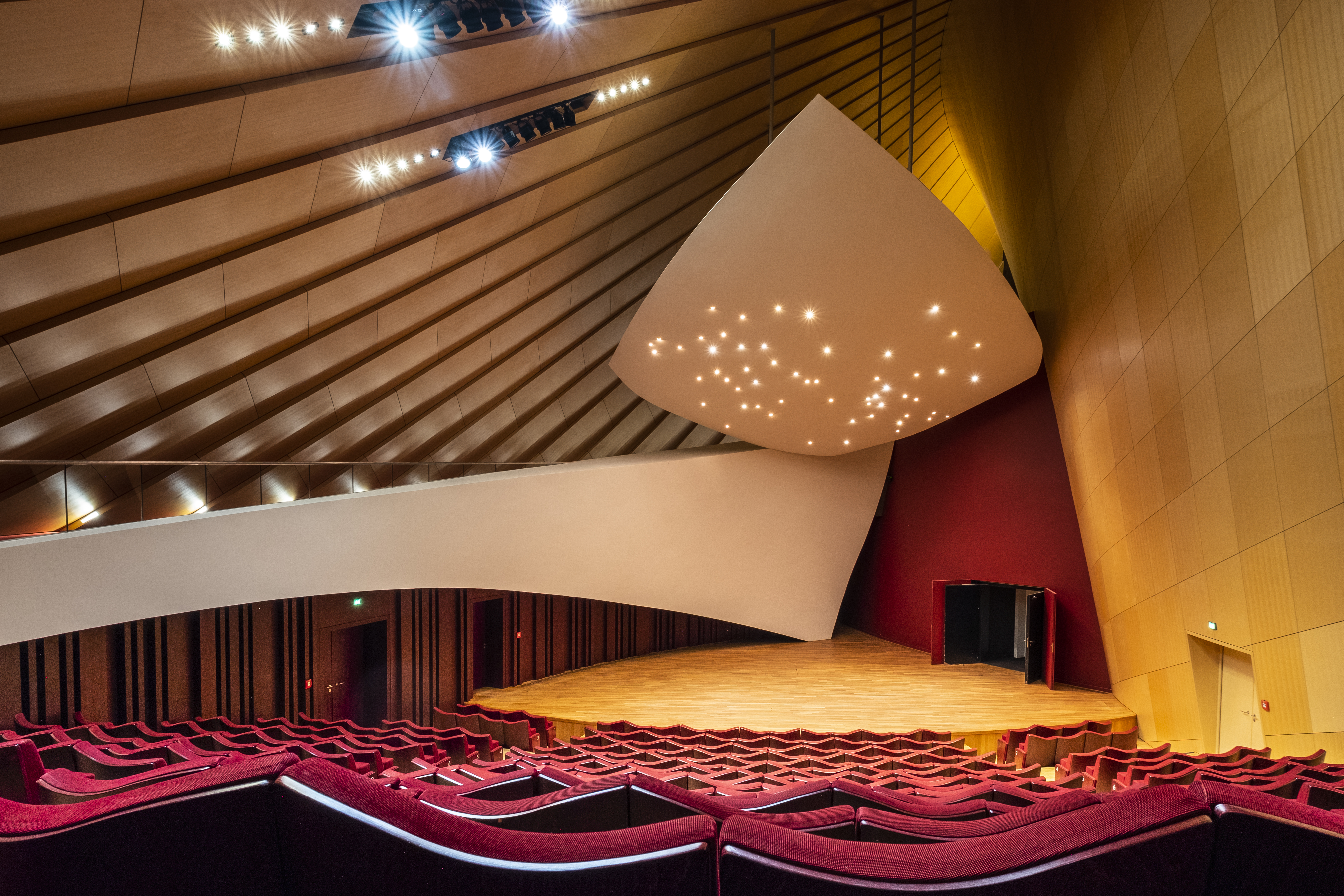
Kamermuziekzaal

De Philharmonie Luxembourg of Philharmonie Lëtzebuerg (Frans: Salle de concerts grande-duchesse Joséphine-Charlotte, Luxemburgs: Concertssall Groussherzogin Joséphine-Charlotte, Duits: Konzertsaal Großherzogin Joséphine-Charlotte) is een concertzaal op de Kirchberg in Luxemburg vlak bij het MUDAM. Ze werd geopend in 2005 en is een ontwerp van Christian de Portzamparc.